# Comuna Iaroșivka, Katerînopil
Iaroșivka (în ucraineană Ярошівка) este o comună în raionul Katerînopil, regiunea Cerkasî, Ucraina, formată din satele Iaroșivka (reședința) și Nadvîssea.

## Demografie
Componența lingvistică a comunei Iaroșivka
     Ucraineană (97,43%)
     Alte limbi (1,73%)
Conform recensământului din 2001, majoritatea populației comunei Iaroșivka era vorbitoare de ucraineană (97,43%), existând în minoritate și vorbitori de alte limbi.